# Helicopter Mountains
Die Helicopter Mountains (englisch für Hubschrauberberge) umfassen eine Reihe schroffer Berge im ostantarktischen Viktorialand. Sie bilden das nordwestliche Ende der Saint Johns Range und ragen westlich des Mount Mahony auf. Höchste Erhebung ist mit 1700 m der Mount James. Zu dieser Gruppe gehören zudem von Westen nach Osten der Touchstone Crag, der Mick Peak und der Hott Peak.
Das Advisory Committee on Antarctic Names benannte sie 2007 in Erinnerung an den umfänglichen Einsatz von Hubschraubern zur Unterstützung der Arbeiten des United States Antarctic Program im Gebiet des McMurdo-Sunds und der Antarktischen Trockentäler.